# Högsjön (Hjorteds socken, Småland)
Högsjön är en sjö i Västerviks kommun i Småland och ingår i Botorpsströmmen-Marströmmens kustområde.